# Hostînne, Nemîriv
Hostînne (în ucraineană Гостинне) este un sat în comuna Medveja din raionul Nemîriv, regiunea Vinnița, Ucraina.

## Demografie
Componența lingvistică a localității Hostînne
     Ucraineană (99,24%)
     Alte limbi (0,75%)
Conform recensământului din 2001, majoritatea populației localității Hostînne era vorbitoare de ucraineană (99,24%), existând în minoritate și vorbitori de alte limbi.